# Бондаренко, Пётр Тихонович
Пётр Ти́хонович Бондаре́нко (3 сентября 1901, Старая Зеньковина, Могилёвская губерния — 28 октября 1950, Москва) — советский военный и партийный деятель, политработник. Участник Гражданской войны, Великой Отечественной войны, обороны Одессы, обороны Севастополя, дивизионный комиссар (17.03.1941). Участник Сталинградской битвы в составе Волжской флотилии, контр-адмирал (13.12.1942). Репрессирован в ходе Ленинградского дела в 1949 году за связи с секретарём Крымского обкома Н. В. Соловьёвым, подвергался пыткам, расстрелян. Реабилитирован в 1954 году.

## Биография
Родился в 1901 году, белорус. Вступил в РКП(б) в 1919 году, участвовал в Гражданской войне, воевал против белополяков. Ответственный проводник экспедиции и политбоец политотдела Днепровской военной флотилии (октябрь 1919 — август 1920), затем военмор-политбоец в составе морской экспедиционной дивизии (авг.-ноябрь 1920). Служил в Особом морском пограничном отделении Особого отряда Черноморско-азовских сил (ноябрь 1920 — февраль 1922), краснофлотцем (февраль — май 1922) на гидрографическом судне «Азимут» на Балтийском флоте, затем окончил школу рулевых и сигнальщиков Балтийского флота (май 1922 — май 1923) и служил старшиной рулевых (май — ноябрь 1923) на том же судне. В ноябре 1923 поступил в Военно-морское политическое училище им. С. Б. Рошаля, окончил его в ноябре 1926 года.
Был направлен на Черноморский флот, где служил на должностях политрука роты, ответственного секретаря партбюро крейсера «Коминтерн» (ноябрь 1926 — январь 1929), военкома тральщика и и. о. военкома дивизиона тральщиков (январь-декабрь 1929), военкома подлодки «Политрук» (декабрь 1929 — январь 1930). Затем поступил в морскую группу Военно-политической академии им. Толмачёва (январь 1930). Окончив академию (май 1934), был направлен на должность военкома Курсов усовершенствования подготовки комсостава Черноморского флота (май 1934 — сентябрь 1937), затем стал военкомом линкора «Парижская коммуна», флагмана Черноморского флота. 15 февраля 1939 назначен начальником политуправления (ПУ) Черноморского флота. 17 марта 1941 получил воинское звание дивизионного комиссара.
На должности начальника ПУ ЧФ он встретил начало Великой Отечественной войны, с первых дней участвовал в боевых действиях (в обороне Одессы, в боях при обороне Очакова в августе 1941), более восьми месяцев находился в осаждённом Севастополе, где одновременно с руководством ПУ ЧФ являлся начальником политуправления Севастопольского оборонительного района (октябрь 1941 — июнь 1942).
После оставления Севастополя (20 июня 1942) был назначен военным комиссаром Волжской военной флотилии (18 августа 1942; с 16 октября 1942 — заместитель командующего флотилии по политчасти, начальник политотдела флотилии), где в течение всей Сталинградской битвы участвовал в непосредственных боевых действиях, в разминировании Волги. 13 декабря 1942 получил звание контр-адмирала.
С 15 июля 1943 по июль 1944 — начальник политотдела Управления высших морских учебных заведений Военно-морского флота, с июля 1944 по май 1947 — начальник политотдела Каспийской военной флотилии. В мае 1947 — сентябре 1949 годов возвращён на прежнюю должность заместителя командующего Черноморским флотом по политической части, проживал в Севастополе.

### Арест и расстрел
29 сентября 1949 года был арестован за ведение «контрреволюционных» разговоров, обвинён во «вредительско-подрывной деятельности в партии и государственном аппарате». Арест произошёл в рамках расследования крымской ветви Ленинградского дела и основан на показаниях арестованного в августе Н. В. Соловьёва, к которому применялись пытки. Впоследствии Соловьёв также был расстрелян 27 октября 1950.
«Обвиняется в том, что, находясь на руководящей партийной работе в Черноморском флоте, вел с Соловьёвым антисоветские разговоры. В августе 1947 года Соловьёв в беседе с ним сделал злобный вражеский выпад террористического характера против Главы советского государства, а БОНДАРЕНКО скрыл это от органов власти. Дал Соловьёву обещание провести работу среди коммунистов Черноморского флота по поддержке кандидатуры Соловьёва при выборах руководящих партийных органов. Высказывал вражеские взгляды в отношении мероприятий ВКП(б) и Советского правительства. Имел связь с троцкистами, которым оказывал поддержку. Изобличается показаниями арестованного Соловьёва».
28 октября 1950 года приговорён Военной коллегией Верховного суда СССР к расстрелу, расстрелян в тот же день в Сухановской тюрьме. Тело кремировано в Донском монастыре. Место захоронения — Новое Донское кладбище, яма невостребованных прахов. Реабилитирован 26 мая 1954 года.

## Оценки личности
Все мы очень любили и Петра Тихоновича Бондаренко (с 22 июля, когда был восстановлен институт военных комиссаров и реорганизованы политорганы, — начальника политуправления Черноморского флота). Служил он на флоте давно, участвовал в гражданской войне, много плавал и прошёл на кораблях путь от краснофлотца до комиссара линкора. Общительный, очень отзывчивый, Петр Тихонович был просто неоценим в коллективе.

Как это свойственно прямодушным, непосредственным людям, Бондаренко не всегда умел сдерживать свои чувства. В товарищеском кругу у него подчас бурно прорывались наружу душевная боль и горечь, вызываемые тяжелым положением на фронте в первые месяцы войны. Он яростно обрушивался на некоторые произведения литературы, фильмы и особенно песни, настраивавшие, как ему казалось, наших людей на слишком мирный лад. Помню, раз в каюткомпании кто-то завел перед ужином патефон и поставил пластинку с одной из возмущавших тогда Петра Тихоновича довоенных песен, и он, вспылив, хватил пластинкой об пол… Но сердиться на него за это было невозможно. … Такие люди, как Бондаренко и Васильев, посвятившие флоту всю сознательную жизнь с самой юности и глубочайше его знавшие, истинные военные моряки по призванию, благотворно влияли на сплочение коллектива флагманского командного пункта. — Кулаков Н. М. Доверено флоту.
Из воспоминаний Гармаша: «Сохранилась фотография: Сталин и сопровождающие его лица среди личного состава [крейсера Молотов в августе 1947]... ....Рядом со Сталиным — Н. А. Косыгин, командующий Черноморским флотом адмирал Ф. С. Октябрьский, начальник Политуправления ЧФ контр-адмирал П. Т. Бондаренко. Петр Тихонович Бондаренко — боевой адмирал, прекрасный политработник, настоящий коммунист. Таким мы знали его в боевой обстановке в годы войны. В этот день НачПУ, казалось, не покидал верхнюю палубу. То на юте, то на полубаке он собирал вокруг себя моряков, горячо и искренне призывал их запомнить «историческую встречу», осознать значимость этого важнейшего события в жизни экипажа корабля, в истории Военно-Морского Флота... Бондаренко и сам был горд и счастлив от этой встречи... Не знал боевой адмирал: не пройдет и двух лет, как его постигнет судьба других участников так называемого «ленинградского дела»—арест, расстрел...»